# Pavel Novák (ciclista)
Pavel Novák (Jindřichův Hradec, 3 dicembre 2004) è un ciclista su strada e pistard ceco che corre per il Team MBH Bank Colpack Ballan.

## Palmarès

### Strada
- 2022 (Juniores)

Coppa Dondeo
Piccola San Geo
Eroica Juniores
Campionati cechi, Prova a cronometro Junior
- 2023 (Team Colpack Ballan CSB, una vittoria)

Trofeo Castello di Albola
- 2024 (Team Colpack Ballan CSB, una vittoria)

Trofeo Piva
- 2025 (Team MBH Bank Colpack Ballan, una vittoria)

7ª tappa Giro Next Gen (Bra > Prato Nevoso)

## Piazzamenti

### Competizioni mondiali
- Campionati mondiali su strada

Wollongong 2022 - Cronometro Junior: 15º
Wollongong 2022 - In linea Junior: 10º
Glasgow 2023 - In linea Under-23: 38º
Zurigo 2024 - In linea Under-23: ritirato

### Competizioni europee
- Campionati europei su strada

Trento 2021 - In linea Junior: ritirato
Anadia 2022 - Cronometro Junior: 8º
Anadia 2022 - In linea Junior: 14º
- Campionati europei su pista

Apeldoorn 2021 - Inseguimento a squadre Junior: 9º
Apeldoorn 2021 - Inseguimento individuale Junior: 21º
Anadia 2022 - Inseguimento individuale Junior: 10º